# Nīrach
Nīrach (persiska: نَيرِج, نِيَريج, نيرِج, نياريج, نيارِج, تيزَج, نيريج, نیرچ) är en ort i Iran.   Den ligger i provinsen Qazvin, i den nordvästra delen av landet, 210 km väster om huvudstaden Teheran. Nīrach ligger 1 965 meter över havet och antalet invånare är 151.
Terrängen runt Nīrach är lite bergig.Runt Nīrach är det ganska tätbefolkat, med 108 invånare per kvadratkilometer. Närmaste större samhälle är Āvaj, 16,4 km sydost om Nīrach. Trakten runt Nīrach består i huvudsak av gräsmarker.